# Centrale marémotrice d'Incheon
La centrale marémotrice d'Incheon est une centrale marémotrice en projet située près de la ville d'Incheon en Corée du Sud. Elle devrait posséder une capacité électrique de 1 320 MW au travers de 44 turbines de 30 MW. Son coût serait de l'équivalent de 3,4 milliards de dollars. Sa construction ayant été déléguée à GS Engineering & Construction.